# Kangley, Illinois
Kangley là một làng thuộc quận LaSalle, tiểu bang Illinois, Hoa Kỳ. Năm 2010, dân số của làng này là 251 người.

## Dân số
Dân số qua các năm:
- Năm 2000: 287 người.
- Năm 2010: 251 người.